# Verschattungsanalyse
Die Verschattungsanalyse ist Bestandteil der Planungsphase einer Photovoltaikanlage.
Bei einer Verschattungsanalyse werden mit Hilfe eines Sonnenbahnindikators oder eines dafür entwickelten technischen Gerätes sämtliche Schatten berechnet, die zu verschiedenen Tages- oder Jahreszeiten auf die Photovoltaikmodule einer Anlage fallen können. Eine Verschattungsanalyse dient zur Vorhersage der Leistung einer (geplanten) Photovoltaikanlage. Ein verschattetes Modul hat negative Auswirkungen auf die Gesamtleistung eines String. Es kann daher besser für die Leistung sein, verschattete Flächen nicht mit Photovoltaikmodulen zu bestücken oder alle verschatteten Module in einem String zusammenzufassen.

## Hintergrund
Da die Spannung von Solarzellen sehr gering ist (etwa 0,5 V) werden in einem Photovoltaikmodul bis zu 72 Stück in Reihe geschaltet. Zudem werden bei einer Photovoltaikanlage meistens noch mehrere Module in Reihe geschaltet, um die Spannung weiter zu erhöhen, so dass sich der Wechselrichter einer netzgekoppelte Anlage leichter an die Netzspannung anpassen lässt.
Wird nun eine Solarzelle oder ein Teil eines Moduls verschattet, so vermindert dies auch die Leistung aller anderen Module in diesem String. Dabei ist aber weniger der Spannungsreduktion des Strings ein Problem, dies wird durch eine Leistungsanpassung am Eingang des Wechselrichters wie dem Maximum Power Point Tracking ausgeglichen, sondern dass das abgeschattete Modul kaum noch oder gar keinen Strom mehr leitet und sich wie eine in Sperrrichtung geschaltete Diode verhält. Bei Erreichen der Durchbruchspannung kommt es zum Durchbruch der Diode, was mit thermischen Schäden und permanenten Schäden verbunden sein kann. Mit dem reversen Stromfluss in dem verschatteten Modul fällt zugleich die Stromstärke in dem gesamten String. Man spricht hier auch von „Gartenschlaucheffekt“: Drückt man den Schlauch an einer Stelle zu, kommt hinten weniger Wasser heraus.

## Verschattungsarten und Gegenmaßnahmen
Vorübergehende Verschattungen
Zu vorübergehenden Verschattungen kann es durch Schmutz (Laub, Vogelkot) oder Umwelteinflüsse (Schnee) kommen. Diese Verschattungen sind nicht zu vernachlässigen, besonders wenn man in der Nähe eines Industriegebiets, oder eines Waldes wohnt. Es können Leistungseinbußen bis zu 10 % durch Verschmutzungen verursacht werden. Um die Verschmutzung möglichst gering zu halten, müssen die Solarmodule ein möglichst hohes Selbstreinigungsvermögen besitzen. Als Selbstreinigung bezeichnet man das Abwaschen von Dreck und Schmutz bei Regen. Ausreichende Selbstreinigung findet schon ab einem Neigungswinkel der Module von 20° statt, dies hängt jedoch auch von der Oberfläche der Module ab. Durch Abspritzen mit einem Schlauch oder abputzen mit einem feuchten Tuch kann man die Anlage zusätzlich von Verschmutzungen befreien, jedoch sollte man die PV-Anlage nicht trocken abreiben, um Kratzer zu vermeiden.
Standortbedingte Schatten
Je nach Standort können Schatten von Gebäuden oder Bäumen verursacht werden. Auch Stromleitungen, können einen Schatten quer über das Dach werfen. Außerdem können Kamine, Dachschrägen, Antennen oder Blitzableiter eine Verschattung hervorrufen. Diese sind besonders kritisch, da sie sehr nahe an der Photovoltaikanlage sind. Es ist darum oft wirtschaftlich sinnvoll, die Antenne auf die andere Dachseite zu versetzen. Man sollte immer versuchen, soweit wirtschaftlich sinnvoll und bautechnisch möglich, alle Schatten zu verhindern. Sollten Bäume weichen müssen, benötigt man ab einer bestimmten Größe oft die Genehmigung der Stadt.
Eigenverschattungen
Eigenverschatten treten durch die Module selbst auf. Dies passiert vor allem bei aufgeständerten Anlagen. Aufgeständerte Anlagen werden meistens bei Flachdächern verwendet und sind notwendig, um eine optimale Neigung zu bekommen. Die Verschattung kann hier durch genügenden Abstand der Modulreihen und den Neigungswinkel der Module reduziert werden.
Gegenmaßnahmen um den Effekt von Verschattungen zu vermindern
Alle neueren am Markt erhältlichen Solarmodule haben mindestens eine, meist drei Bypass-Dioden. Diese schützen zum einen verschattete Solarzellen vor dem Reversbetrieb und damit Überhitzung, da sie mit der Freilaufdiode überbrückt werden. Wechselrichter mit einer Maximum-Power-Point-Regelung (MPP) sind in der Lage, mit der niedrigeren Spannung eines Solarmodulstranges die dann noch maximale mögliche Leistung von den restlichen Modulen zu entnehmen ohne dass der oben beschriebene Gartenschlauch Effekt auftritt. Eine weitere Möglichkeit zur Verminderung der Leistungseinbuße durch Teilverschattung besteht darin die einzelnen Solarmodule parallel zu schalten. Dadurch entstehen allerdings sehr große Ströme, so dass von dieser Variante in der Regel nur in sehr kleinen Photovoltaikanlagen Gebrauch gemacht wird.

## Hilfsmittel
Ein Horizontoskop ist ein einfaches und schnelles Hilfsmittel, um vor Ort feststellen zu können, zu welchen Tageszeiten und Jahreszeiten Hindernisse auf einen Punkt einen Schatten werfen.